# Діонісіос Соломос
Діоні́сіос Соломо́с (грец. Διονύσιος Σολωμός; 8 квітня 1798, Закінф — 21 лютого 1857, Керкіра) — один з фундаторів новогрецької поезії, автор національного гімну Греції «Гімн про волю».

## Біографія

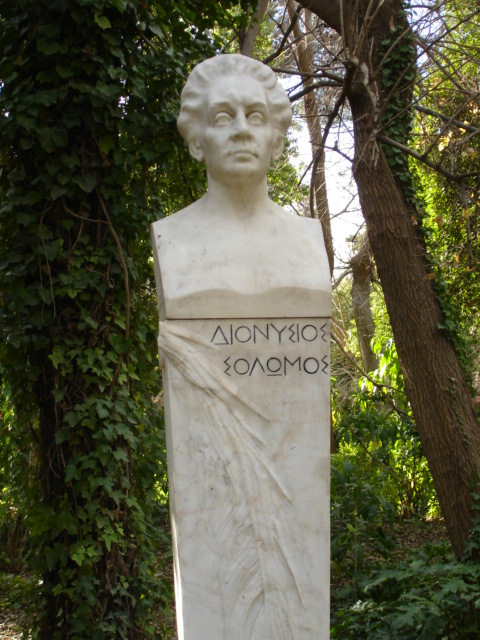
Бюст Діонісоса Соломоса, Афіни

Діонісіос Соломос народився в аристократичній родині (мав титул графа) на Іонічних островах: в місті Закінф на однойменному острові. 1808 року приїхав до Італії для отримання вищої освіти; закінчив юридичний факультет у Павії. Перші вірші (ще в студентські роки) писав італійською мовою. У них він оспівував вільнолюбний дух греків, використовуючи символіко-алегоричні засоби. Йому пророкували велике майбутнє в італійському письменстві, та й сам він планував пов'язати своє життя з Італією, але 1818 року приїхав на острів Закінф у особистих справах і вирішив назавжди залишитися на батьківщині. Разом з іншими діячами Іонійських островів він підписав меморандум англійському королеві з вимогою скасувати кабальні умови британського протекторату й одночасно вступив до лав підпільної організації «Φιλική Εταιρεία» (1821 рік).

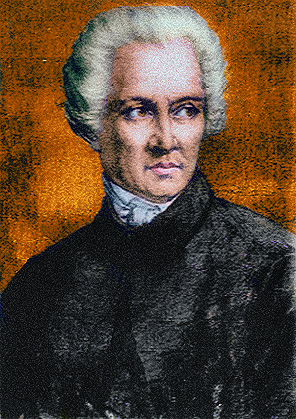
Діонісіос Соломос

Він почав писати новогрецькою мовою, оспівує боротьбу греків за незалежність. Виступав за утвердження народної мови — дімотіки. На той час більшість діячів грецького національного відродження вважала, що «повернення до коренів» сприятиме натхненню у визвольних змаганнях, а тому нове письменство має використовувати або давньогрецьку мову, або принаймні кафаревусу — наближений до давньогрецької варіант розмовної мови. Проте живою мовою — дімотікою — вже було створено героїчні народні пісні, нею писали революційні діячі попереднього періоду Рігас Фереос та Антоніос Мартелаос. І Соломос обрав народну мову замість архаїзованої, незрозумілої широким масам (при цьому він не цурався й давньогрецької: вона для нього — засіб глибшого розуміння новогрецької та одне з джерел її збагачення). Фактично Соломос став творцем літературної новогрецької мови. Свої погляди на це він виклав у трактаті «Діалог» («грец. O Διάλογος», 1824), який називають його «мовним заповітом».
Першим таким твором вважають вірш «Ксантула» («грец. Ξανθούλα»), що, як і більшість ранніх поезій Соломоса, став народною піснею, а перший його великий твір, написаний народною мовою у травні 1823 року, «Гімн про Волю» («грец. Ύμνος εις την Ελευθερίαν», інший варіант перекладу назви — «Ода Свободі») — присвячено національно-визвольній боротьбі грецького народу. Ця ода була натхненою переможною ходою грецької революції. Відразу ж її переклали італійською, французькою, англійською та іншими мовами. У 1865 році перші строфи «Гімну про Волю» (на музику Ніколаоса Мандзароса) були прийняті національним гімном Греції.
Темі народної боротьби присвячена також поема «Ода на смерть Байрона» («грец. Ποίημα Λυρικό εις το θάνατο του Λορδ Μπάϊρον», 1824 рік) і лірико-філософська поема «Вільні в облозі» («грец. Ελεύθεροι Πολιορκημένοι»), над якою поет працював усе життя (від 1826 року). У романтичній поемі «Ламброс» («грец. Ο Λάμπρος»), подібно до поем Байрона, людина кидає виклик богові, звинувачуючи його в потуранні несправедливості. Цю поему він писав протягом 1823—1833 років, але, як і майже всі його значні твори, вона лишилася незакінченою.
Серед менших за обсягом поетичних творів Соломоса слід, крім вже згаданої «Ксантули», відзначити вірш «Загибель Псар» («грец. Η καταστροφή των Ψαρών», 1824 рік). У ньому відтворено один із трагічних епізодів грецьких визвольних змагань.
У прозі, крім згаданого «Діалогу», визначним твором є сатира «Жінка із Закінфу» («грец. Η Γυναίκα της Ζάκυνθος»; написана у двадцяті роки XIX століття, але опублікована лише 1927 року). Тут автор глузує з грецьких реакціонерів.
Пізні твори Соломоса — «Грецький корабель» («італ. La navigella greca»), «Сапфо» («італ. Saffo»), «Мати гречанка» («італ. La madre greca»), тощо — написані італійською мовою, але і в них використано мотиви грецького фольклору.

## Переклади українською
- «Загибель Псар», «Гімн Волі» (уривок), «Ксантула», «Тиша» (перекладач всіх текстів — О. Пономарів) — у антології «Новогрецька література» (Новогрецька література. Антологія. Київ: Українська енциклопедія ім. М. П. Бажана, 2008, с. 9.).